# Pietro Isvalies
Pietro Isvalies (Messina, c 1450 - Cesena, 22 de setembro de 1511) foi um cardeal do século XVI.

## Primeiros anos
Nasceu em Messina em cerca de 1450. De uma família obscura de origem espanhola. Seu sobrenome também está listado como Isuales; como Isualles; como Isuali; como Isuagles; como Isuaglies; como Isvales; como Isvalíes; como Suaglio; e como Desvalis. Seu primeiro nome também está listado como Jaume. Ele foi chamado de Cardeal de Oristano. As fontes espanholas o chamam de Isvallies y Ríjoles, mas o segundo sobrenome é uma corruptela do nome de sua arquidiocese, Reggio.

## Juventude
Cânon do capítulo da catedral de Messina; mais tarde, vigário geral da sé. Ele foi para Roma e foi nomeado protonotário apostólico. Governador de Roma, 11 de agosto de 1496 até sua promoção ao cardinalato.

## Episcopado
Eleito arcebispo de Reggio Calabria em 18 de fevereiro de 1497; renunciou ao governo da Sé em 24 de julho de 1506 em favor de seu sobrinho Francesco (1) . Consagrada em 4 de junho de 1497, Capela Sistina, por Bartolomé Flores, arcebispo de Cosenza, secretário do papa. Na mesma cerimônia foram consagrados o coadjutor do arcebispo de Spoleto, o bispo de Chiusi e outros dois bispos. Foi nomeado cardeal a pedido do rei Fernando II da Sicília.

## Cardinalato
Criado cardeal sacerdote no consistório de 28 de setembro de 1500; foi publicado e recebeu o chapéu vermelho em 2 de outubro de 1500; e o título de S. Ciriaco, 5 de outubro de 1500. Legado a latere perante os reis da Hungria e da Polónia, 5 de outubro de 1500; partiu para sua legação em 16 de novembro de 1500, após o consistório realizado naquele dia; ele voltou naquela noite para sua casa romana; e foi ver o papa na noite de 19 de novembro, e depois partiu definitivamente. Administrador da Sé de Veszprém, 21 de junho de 1503; ocupou o cargo até sua morte. Não participou do primeiro conclave de 1503 , que elegeu o Papa Pio III. Participou do segundo conclave de 1503 , que elegeu o Papa Júlio II. Optou pelo título de S. Pudenziana, em 18 de agosto de 1507; manteve em comenda até sua morte o título de S. Ciriaco. Em 1508, obteve um indulto para poder renunciar ou trocar seus benefícios em Roma. Administrador da Sé de Orense, 7 de junho de 1508; ocupou o cargo até sua morte. Protetor do reino da Polônia, 1º de maio de 1510. Administrador da sé metropolitana de Messina, 1510; ocupou o cargo até sua morte. Em 2 de janeiro de 1511, acompanhou o papa às muralhas de Mirandola; o cerco capitulou em 20 de janeiro de 1511. Nomeado em Ravenna em 24 de maio de 1511, legado em Bolonha e Romagna; sucedeu ao cardeal Francesco Alidosi, morto naquele mesmo dia. Arcipreste da basílica patriarcal da Libéria, Roma.
Morreu em Cesena em Segunda-feira, 22 de setembro de 1511. Enterrado na basílica patriarcal da Libéria, Roma.